# Étienne Balibar
Étienne Balibar ([etjɛn balibaʁ]), född 23 april 1942 i Avallon, är en fransk filosof och marxistisk teoretiker. Han är professor vid Kingston University; tidigare var han professor vid Université Paris-Nanterre och vid University of California i Irvine. Étienne Balibar är far till skådespelerskan Jeanne Balibar.

## Biografi
Balibar studerade vid École normale supérieure, där han var en av Louis Althussers elever. År 1961 gick han med i Franska kommunistpartiet, men han uteslöts år 1981 efter att ha kritiserat partiets syn på invandring. Balibar avlade 1987 doktorsexamen i filosofi vid Katholieke Universiteit Nijmegen i Nederländerna och genomförde sin habilitation vid Université Paris I 1993. Han utnämndes till professor vid Université Paris-Nanterre 1994 och vid University of California i Irvine 2002.
Såväl Balibar som Althusser företräder den teoretiska antihumanismen, vilken de menar utgör grunden i den mogne Marx filosofi. De menar att det är historien som skapar människan – inte tvärtom.